# Cybaeopsis
Cybaeopsis es un género de arañas araneomorfas de la familia Amaurobiidae. Se encuentra en Norteamérica, Japón y Rusia.

## Especies
Según The World Spider Catalog 12.0:
- Cybaeopsis armipotens (Bishop & Crosby, 1926)
- Cybaeopsis euopla (Bishop & Crosby, 1935)
- Cybaeopsis hoplites (Bishop & Crosby, 1926)
- Cybaeopsis hoplomacha (Bishop & Crosby, 1926)
- Cybaeopsis macaria (Chamberlin, 1947)
- Cybaeopsis pantopla (Bishop & Crosby, 1935)
- Cybaeopsis spenceri (Leech, 1972)
- Cybaeopsis tibialis (Emerton, 1888)
- Cybaeopsis typica Strand, 1907
- Cybaeopsis wabritaska (Leech, 1972)